# Mexicallis calvus
Mexicallis calvus är en insektsart som beskrevs av Remaudière, G. 1982. Mexicallis calvus ingår i släktet Mexicallis och familjen långrörsbladlöss. Inga underarter finns listade i Catalogue of Life.